# Colin Addison
Colin Addison (født 18. maj 1940) er en engelsk tidligere professional fodboldspiller og nuværende manager.

## Baggrund
Han er født i Taunton, Somerset.

## Karriere
Addison startede hans professionelle, spillende karriere i York City før han skiftede til Nottingham Forest, Arsenal og Sheffield United. Hans trænerkarriere startede, da han overtog posten som spillende manager for Hereford United i 1971 under deres berømte FA Cup 1971–72, hvor de besejrede Newcastle United.
Sidenhen har Addison været manager for for flere klubber i Storbritannien, Spanien, Sydafrika, Kuwait og Qatar.